# خیتوخا (بوتان)
خیتوخا (به لاتین: Khitokha) یک منطقهٔ مسکونی در بوتان (کشور) است که در استان چوخا واقع شده‌است.